# إيفيلين كاميرون
إيفيلين كاميرون (بالإنجليزية: Evelyn Cameron)‏ هي مصورة أمريكية، ولدت في 1868، وتوفيت في 1928.